# Evaldas Šiškevičius
Evaldas Šiškevičius (Vilnius, 30 december 1988) is een voormalig Litouws wielrenner die vooral in Franse loondienst reed, voornamelijk bij DELKO en zijn voorgangers. Zijn broer, Paulius Šiškevičius, is ook wielrenner.

## Carrière
Šiškevičius was een sterk tijdrijder, en werd dan ook tweemaal Litouws kampioen tijdrijden. In 2006 won hij de Omloop Het Nieuwsblad voor junioren. Later zou hij bij de elite onder meer de tweede etappe van de Ronde van de Limousin en de Grote Prijs van de Somme winnen in 2012. Ook wist hij de eindklassementen van de Circuit des Ardennes in 2015 en de Ronde van Estland in 2022 op zijn palmares te zetten.

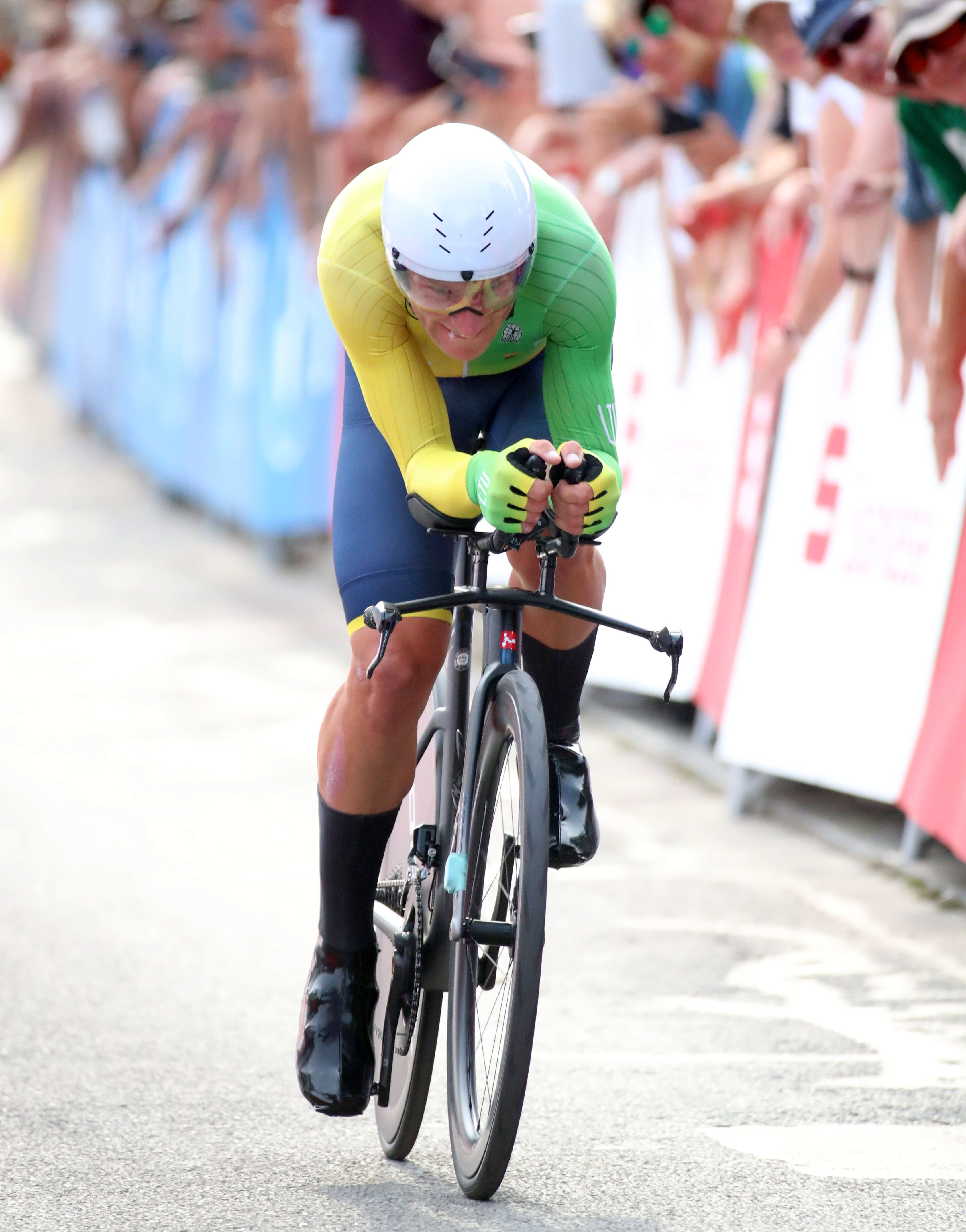
Šiškevičius in 2022, tijdens het Europees kampioenschap tijdrijden

Hij verwierf bekendheid tijdens Parijs-Roubaix 2018, waar hij buiten tijd als laatste finishte. Sporza volgde die dag de bezemwagen, en kon daardoor de koers van Šiškevičius in beeld brengen. Deze video ging viraal. Na lange tijd vlak voor de bezemwagen te fietsen, werd hij uiteindelijk uit koers gezet omdat zijn achterstand op de uiteindelijke winnaar Peter Sagan te groot was. Šiškevičius reed echter achter de bezemwagen voort, tot hij op Carrefour de l'Arbre een lekke band kreeg. Toevallig werd hier net een ploegwagen van Delko Marseille Provence KTM, zijn ploeg, gedepanneerd, waardoor hij zelf een wiel kon nemen om zijn fiets te herstellen. Wanneer hij uiteindelijk aan de Vélodrome André Pétrieux arriveerde, was men deze al aan het sluiten. Toch kreeg hij nog toestemming om zijn wedstrijd te finishen op de piste, een dik uur na Sagan. Een jaar later werd hij in diezelfde koers negende.

## Belangrijkste overwinningen

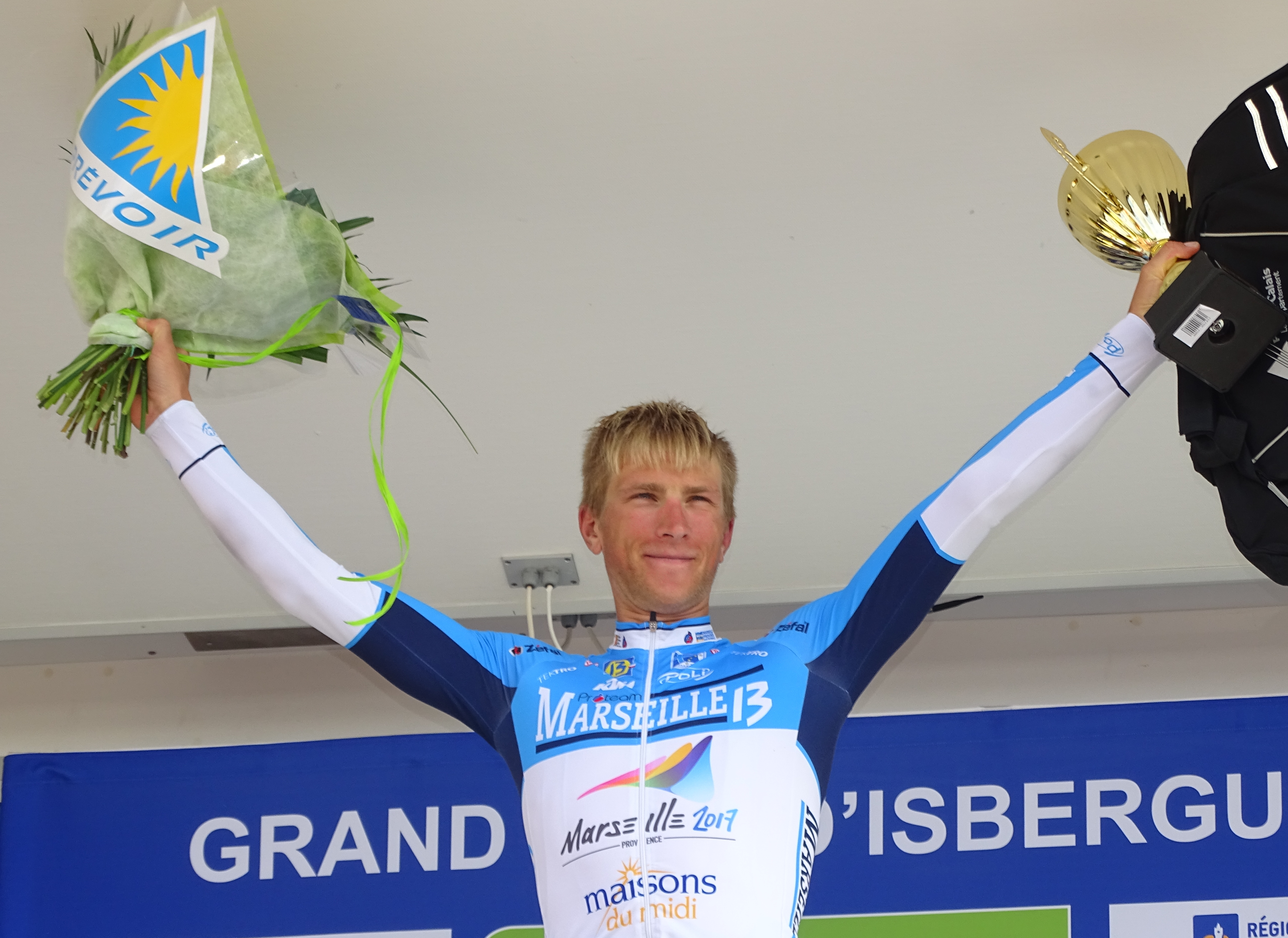
Šiškevičius in 2015, na de GP van Isbergues

2006
Wielertweeluik Herenthoutse Wieler- en Supportersclub, Junioren
Omloop Het Volk, Junioren
 Litouws kampioen cross-country, Junioren
2008
Boucles Catalanes
GP de Peymeinade
Grand Prix de la ville de Nogent-sur-Oise
2009
1e etappe Tour du Canton de l'Estuaire
Eindklassement Tour du Canton de l'Estuaire
2e etappe Ronde van Tarragona
3e etappe Ronde van Toledo
4e etappe Quatre Jours des As-en-Provence
2010
Ronde du Canigou
Grand Prix du Pays d'Aix
1e etappe Boucle de l'Artois
Eindklassement Boucle de l'Artois
2011
3e etappe Ronde van Alentejo
Eindklassement Ronde van Alentejo
2012
5e etappe Ronde van Bretagne
2e etappe Ronde van de Limousin
Ronde van de Somme
2015
3e etappe Circuit des Ardennes (ploegentijdrit)
Eindklassement Circuit des Ardennes
Puntenklassement Ronde van Picardië
Puntenklassement GP van Isbergues
1e etappe Ronde van Yancheng Coastal Wetlands
Eind- en puntenklassement Ronde van Yancheng Coastal Wetlands
2020
 Litouws kampioen tijdrijden
2021
 Litouws kampioen tijdrijden
2022
Eindklassement Ronde van Estland

## Resultaten in voornaamste wedstrijden
| Jaar | Parijs-Roubaix | Brussels Cycling Classic | Parijs-Tours | Scheldeprijs |  | WK op de weg |  | Wereldranglijsten |
| ---- | -------------- | ------------------------ | ------------ | ------------ |  | ------------ |  | ----------------- |
| 2012 |                |                          | 25e          |              |  | 95e          |  |                   |
| 2013 | opgave         |                          | 51e          |              |  |              |  |                   |
| 2014 |                |                          |              |              |  |              |  |                   |
| 2015 |                |                          | opgave       |              |  | opgave       |  | 271e (UWR)        |
| 2016 | 80e            | 18e                      | 42e          |              |  |              |  | 1010e (UWR)       |
| 2017 | opgave         |                          |              |              |  |              |  | 719e (UWR)        |
| 2018 | uitgesl.       | 15e                      | opgave       |              |  |              |  | 587e (UWR)        |
| 2019 | 9e             | 12e                      | 24e          |              |  | opgave       |  | 284e (UWR)        |
| 2020 |                |                          | 11e          | 22e          |  | opgave       |  | 387e (UWR)        |
| 2021 | 33e            |                          | 86e          | 11e          |  | opgave       |  | 312e (UWR)        |
| 2022 |                |                          | 113e         |              |  |              |  | 303e (UWR)        |

## Ploegen
2008 –  VC La Pomme Marseille (tot 31 juli)
2008 –  Crédit Agricole (stagiair vanaf 1 augustus)
2009 –  Vélo-Club La Pomme Marseille
2010 –  VC La Pomme Marseille
2011 –  La Pomme Marseille
2012 –  La Pomme Marseille
2013 –  Sojasun
2014 –  Team La Pomme Marseille 13
2015 –  Team Marseille 13 KTM
2016 –  Delko Marseille Provence KTM
2017 –  Delko Marseille Provence KTM
2018 –  Delko Marseille Provence KTM
2019 –  Delko Marseille Provence
2020 –  NIPPO DELKO One Provence
2021 –  DELKO
2022 –  Go Sport-Roubaix Lille Métropole
Wielerploegen van Evaldas Šiškevičius
Berthou ·
Bodrogi ·
Bonnet ·
Botsjarov ·
Caucchioli ·
Engoulvent ·
Fofonov (tot 31/07) ·
Furlan ·
Gerrans ·
Halgand ·
Hinault ·
Hivert ·
Hunt ·
Hushovd ·
Konovalovas ·
Kern ·
Le Mével ·
Lemoine ·
Marino ·
Méderel ·
Pauriol ·
Raisin ·
Rasch ·
Renshaw ·
Roche ·
Rolland ·
Simon ·
Talabardon ·
Bessy (stagiair) ·
Chopin (stagiair) ·
Šiškevičius (stagiair) 
Daniel ·
Delaplace ·
El Fares ·
Engoulvent ·
Feillu ·
Galland ·
Hivert ·
Jeandesboz ·
Laborie · 
Le Lay ·
Lemoine ·
Marino ·
Martias · 
Méderel ·
Paiani ·
Pauriol ·
Poux ·
Schmidt ·
Simon ·
Šiškevičius · 
Talabardon · 
Tortelier · 
Vuillermoz · 

Guay (stagiair)  
Blain · Di Grégorio · El Fares · Giraud · Konovalovas · Loubet · Paillot · Penven · Saint-Martin · Šiškevičius · Tarride · Laas (stagiair) · Vérardo (stagiair)
Andersen · Aristi · Combaud · Di Grégorio · Díaz · El Fares · Fernández · Finetto · Giraud · Hupond · Laas · Lemarchand · Madrazo · Martinez · Pacher · Rodríguez · Šiškevičius · Smukulis · Couanon (stagiair) · Dyball (stagiair) · Liepiņš (stagiair)
Areruya · Combaud · De Rossi · Di Grégorio · El Fares · Fernández · Filosi · Finetto · Guérin · Jones · Kasperkiewicz · Leveau · Madrazo · Martinez · Michajlov · Moreno · Rodríguez · Šiškevičius · Smukulis · Trarieux · Fedeli (stagiair) · Meyer (stagiair) · Rochas (stagiair)
Areruya · Combaud · De Rossi · El Fares · Fedeli · Fernández · Filosi · Finetto · Grosu · Guérin · Jones · Kasperkiewicz · Leveau · Moreno · Navardauskas · Rochas · Schmidt · Šiškevičius · Trarieux · Carr (stagiair) · Delettre (stagiair) · Guichard (stagiair)